# El hijo de la novia
El hijo de la novia é um filme de drama argentino de 2001 dirigido e escrito por Juan José Campanella. Foi indicado ao Oscar de melhor filme estrangeiro na edição de 2002, representando a Argentina.

## Elenco
- Ricardo Darín - Rafael Belvedere
- Héctor Alterio - Nino Belvedere
- Norma Aleandro - Norma Belvedere
- Eduardo Blanco - Juan Carlos
- Natalia Verbeke - Nati
- Gimena Nóbile - Vicki
- David Masajnik - Nacho
- Claudia Fontán - Sandra
- Atilio Pozzobon - Francesco
- Salo Pasik - Daniel
- Humberto Serrano - Padre Mario
- Fabián Arenillas - Sciacalli
- Mónica Cabrera - Carmen
- Giorgio Bellora - Marchiolli